# Dave Mustaine
David Scott Mustaine (sinh ngày 13 tháng 9 năm 1961) là nhạc sĩ người Mỹ, nổi tiếng khi là đồng sáng lập, ca sĩ, nghệ sĩ guitar và nhà sản xuất của ban nhạc Megadeth. Trước khi thành lập nên Megadeth, anh từng là guitar lead của nhóm Metallica nhưng chưa từng thu âm chính thức cùng ban nhạc này.
Sinh ra trong một gia đình theo đạo Jehovah tại California, Mustaine từ nhỏ đã đam mê nhạc rock và trở thành guitar của ban nhạc Panic. Ban nhạc tan rã vào năm 1981 và anh được Metallica chọn làm guitar chính của nhóm. Chứng nghiện rượu, ma túy, cùng những tranh cãi với James Hetfield và Lars Ulrich khiến Mustaine bị loại khỏi đội hình Metallica vào giữa năm 1983. Trong suốt thập niên 1980, anh vẫn thỉnh thoảng trình diễn trong tour của Metallica, tuy nhiên cùng lúc đó, anh tự thành lập ra ban nhạc Fallen Angels với rất nhiều thành viên khác nhau. Sau khi không thể tìm được một giọng ca phù hợp, Mustaine quyết định trở thành ca sĩ của Fallen Angels với đội hình bao gồm Dave Ellefson, Greg Handevidt và Dijon Carruthers. Ban nhạc đổi tên thành Megadeth, phát hành hàng loạt album thành công như So Far, So Good... So What! (1988), Rust in Peace (1990) hay Countdown to Extinction (1992). Họ đi tour trên khắp thế giới và trở thành một trong những biểu tượng của dòng nhạc thrash metal và death metal. Mustaine là thành viên duy nhất duy trì hoạt động cùng Megadeth kể từ khi thành lập cho tới nay. Ban nhạc từng giành một giải Grammy cho Trình diễn Metal xuất sắc nhất vào năm 2017 ("Dystopia").
Mustaine nổi tiếng với cách chơi "ngón tay nhện" nhằm tạo ra những hợp âm nhanh nhưng giảm độ rung của dây đàn. Năm 2012, độc giả tạp chí Guitar World xếp anh ở vị trí 12 trong danh sách những nghệ sĩ guitar vĩ đại nhất mọi thời đại.

## Danh sách đĩa nhạc
Metallica
- No Life 'Til Leather (1982)
- Kill 'Em All (1983) (đồng sáng tác 4 ca khúc, không tham gia trình diễn)
- Ride the Lightning (1984) (đồng sáng tác 2 ca khúc, không tham gia trình diễn)
- Cliff 'Em All (1987)

Megadeth
- Killing Is My Business... and Business Is Good! (1985)
- Peace Sells... but Who's Buying? (1986)
- So Far, So Good... So What! (1988)
- Rust in Peace (1990)
- Countdown to Extinction (1992)
- Youthanasia (1994)
- Cryptic Writings (1997)
- Risk (1999)
- The World Needs a Hero (2001)
- The System Has Failed (2004)
- United Abominations (2007)
- Endgame (2009)
- Thirteen (2011)
- Super Collider (2013)
- Dystopia (2016)
- The Sick, the Dying... and the Dead! (2021)

MD.45
- The Craving (1996) (chỉ chơi guitar trong ấn bản gốc; chơi guitar và hát trong bản tái bản 2004)

Red Lamb
- Red Lamb (2012) (sáng tác, sản xuất và hát bè)

Guitar Hero: Warriors of Rock (trò chơi điện tử)
Mustaine sáng tác ca khúc "Sudden Death" trong trò chơi điện tử Guitar Hero: Warriors of Rock, phát hành vào tháng 9 năm 2010 cùng ban nhạc Megadeth. Trò chơi cũng có 2 ca khúc nổi tiếng của Megadeth là "Holy Wars... The Punishment Due" và "This Day We Fight!". Các nội dung của Megadeth chỉ được phép tải về tới ngày 31 tháng 3 năm 2015 bao gồm "Symphony of Destruction", "Hangar 18" và "Peace Sells". Sau đó các ca khúc này bị gỡ bỏ.